# Angelina Mango
Angelina Mango (Maratea, 10 aprile 2001) è una cantautrice italiana.
Ha raggiunto il successo nel 2023 grazie alla partecipazione alla ventiduesima edizione del talent show Amici di Maria De Filippi, in cui ha vinto la categoria canto, il premio della critica e il premio delle radio. Nel 2024 ha vinto il 74º Festival di Sanremo con il brano La noia, che le ha poi permesso di rappresentare l'Italia alla 68ª edizione dell'Eurovision Song Contest, in cui si è classificata al settimo posto.

## Biografia

### Infanzia ed esordi
Figlia del cantautore Pino Mango e di Laura Valente, ex cantante dei Matia Bazar, è cresciuta a Lagonegro, in provincia di Potenza, con il fratello maggiore Filippo, nato nel 1995; entrambi hanno seguito le orme dei genitori. Durante l'infanzia è stata influenzata musicalmente da Aretha Franklin, Nirvana e The Rolling Stones e all'età di cinque anni ha scritto la sua prima canzone, Mi sono innamorata di me. Per dieci anni ha praticato danza, la sua passione di maggior interesse che poi ha abbandonato per dedicarsi esclusivamente alla musica. A dodici anni è entrata come cantante nella cover band di suo fratello, batterista. La formazione, inizialmente denominata "Black Lake" (traduzione approssimata di Lagonegro) e poi identificata con il suo nome, "Angelina Mango", si è esibita in diversi locali di Lagonegro e zone limitrofe. Ha fatto le prime esperienze in uno studio di registrazione con il padre, partecipando ai cori nel disco La terra degli aquiloni e duettando con lui in una reinterpretazione di Get Back dei Beatles, dall'album L'amore è invisibile, la sua ultima produzione discografica. Nel 2014 si è iscritta al liceo scientifico, ma ha sospeso gli studi dopo la morte del padre.
Nel 2016 si è trasferita con la madre e il fratello a Milano, dove ha frequentato il liceo artistico, diplomandosi, e si è iscritta alla facoltà di lettere moderne, lasciata dopo un mese. Nel frattempo ha lavorato come baby sitter e ha iniziato a cantare in un gruppo, con il fratello sempre nel ruolo di batterista.
Il 13 novembre 2020 ha pubblicato il suo primo singolo Va tutto bene, che ha anticipato l'EP di debutto Monolocale. Nel corso del 2021 ha aperto i concerti del Parola Tour di Giovanni Caccamo e Michele Placido; a novembre si è esibita durante la Milano Music Week. Nello stesso periodo ha partecipato alle selezioni di Sanremo Giovani con il brano La tua buona colazione, non riuscendo a classificarsi tra i finalisti.

### 2022-2023: partecipazione adAmici 22
Dopo aver firmato un contratto con la Sony Music ed iniziato a scrivere e produrre nuovi brani insieme al produttore Enrico Brun, nel 2022 ha partecipato al Concerto del Primo Maggio e al concorso musicale Musica da bere, dove ha vinto il premio per l'interpretazione dal vivo. Nello stesso anno ha cominciato a pubblicare alcuni singoli, tra cui Formica, Walkman (prodotto da Tiziano Ferro) e Rituali (con Nashley). A settembre ha partecipato come ospite al programma in onda su Rai 3 Via dei Matti nº0.

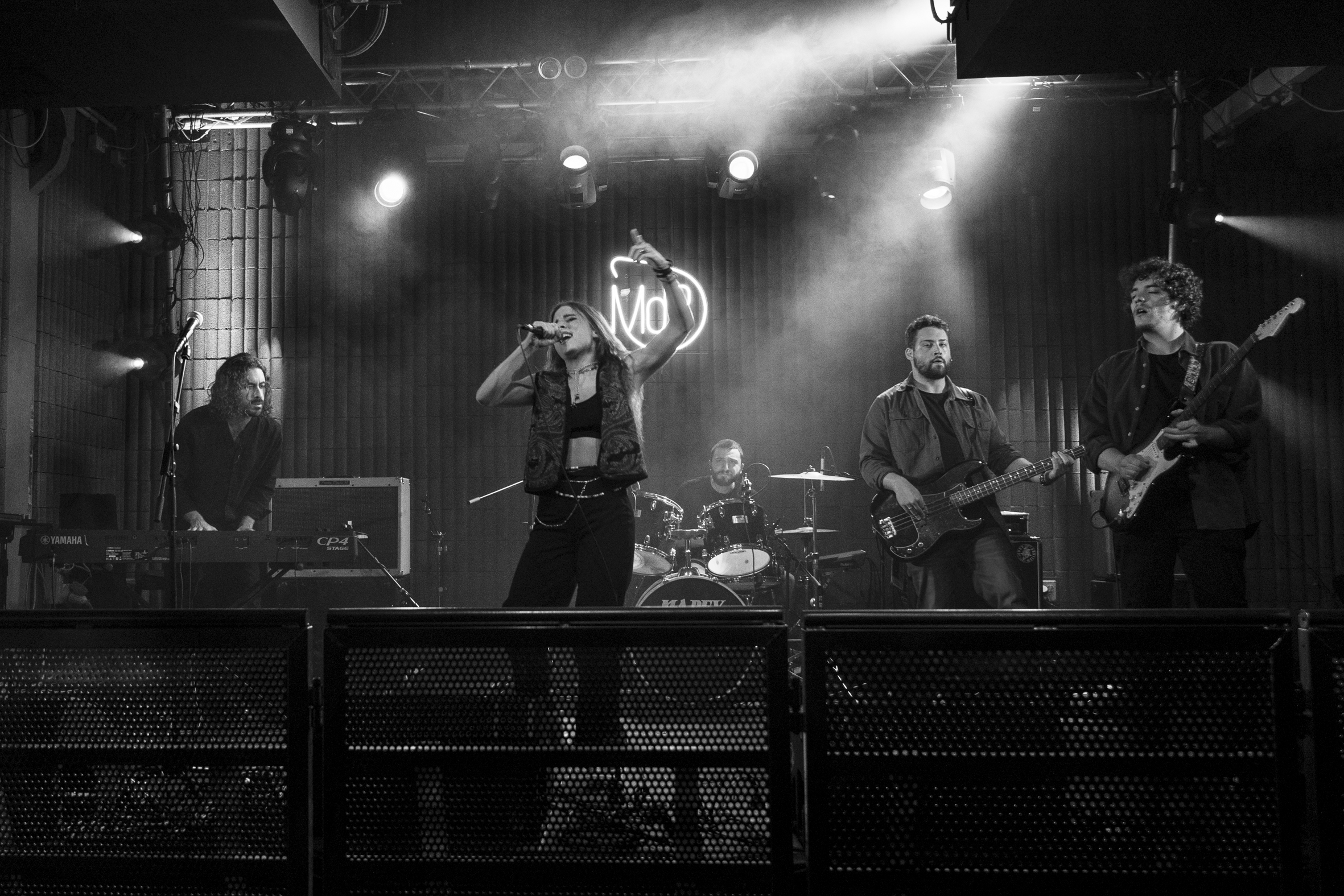
Angelina Mango nel 2022 a Brescia durante il concorso Musica da bere

Nel novembre dello stesso anno è stata ammessa come concorrente alla ventiduesima edizione del talent show musicale in onda su Canale 5 Amici di Maria De Filippi, nel quale si è classificata al secondo posto, trionfando nella categoria canto e ottenendo il premio della critica e il premio delle radio. Grazie anche ad alcune gare vinte nel corso del programma, ha aperto il concerto di Elisa presso l'Auditorium Parco della Musica di Roma il 28 dicembre e si è esibita su Canale 5 al concerto Capodanno in musica. Nel corso della partecipazione ad Amici ha pubblicato i singoli Voglia di vivere e Mani vuote, entrambi certificati disco d'oro.
Il 12 maggio 2023 è uscito il singolo Ci pensiamo domani, che ha anticipato l'EP Voglia di vivere, pubblicato il 19 maggio 2023. L'EP ha esordito alla seconda posizione della Classifica FIMI Album e ha ottenuto il disco di platino, mentre il singolo è diventato un tormentone della stagione estiva del 2023, posizionandosi tra i primi dieci della Top Singoli e venendo certificato con quattro dischi di platino. Per il singolo Ci pensiamo domani ha vinto il premio Lunezia al valore musical-letterario. Nei mesi di giugno e luglio 2023 ha partecipato ad alcuni festival delle maggiori emittenti radiofoniche e televisive nazionali, tra i quali Battiti Live e TIM Summer Hits.

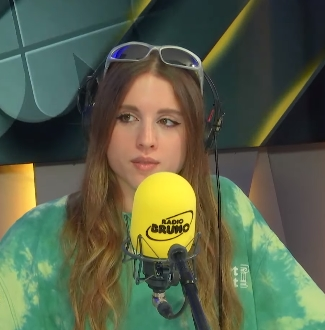
Angelina Mango a Radio Bruno nel 2023

Il 1º ottobre 2023 ha presentato in anteprima il nuovo singolo Che t'o dico a fa' nel corso della ventitreesima edizione di Amici. Il singolo è stato pubblicato il 6 ottobre, ha raggiunto la seconda posizione della classifica singoli e il doppio disco di platino. Il 12 ottobre è partito da Napoli il Voglia di vivere tour, che ha registrato il tutto esaurito nei principali club della penisola, durante il quale è stato presentato il singolo Fila indiana, inedito presente nella colonna sonora della seconda puntata della serie televisiva Noi siamo leggenda (in onda il 29 novembre su Rai 2) e pubblicato il successivo 1º dicembre. L'inedito è stato poi certificato disco d'oro.

### 2024: la vittoria al Festival di Sanremo ePoké melodrama

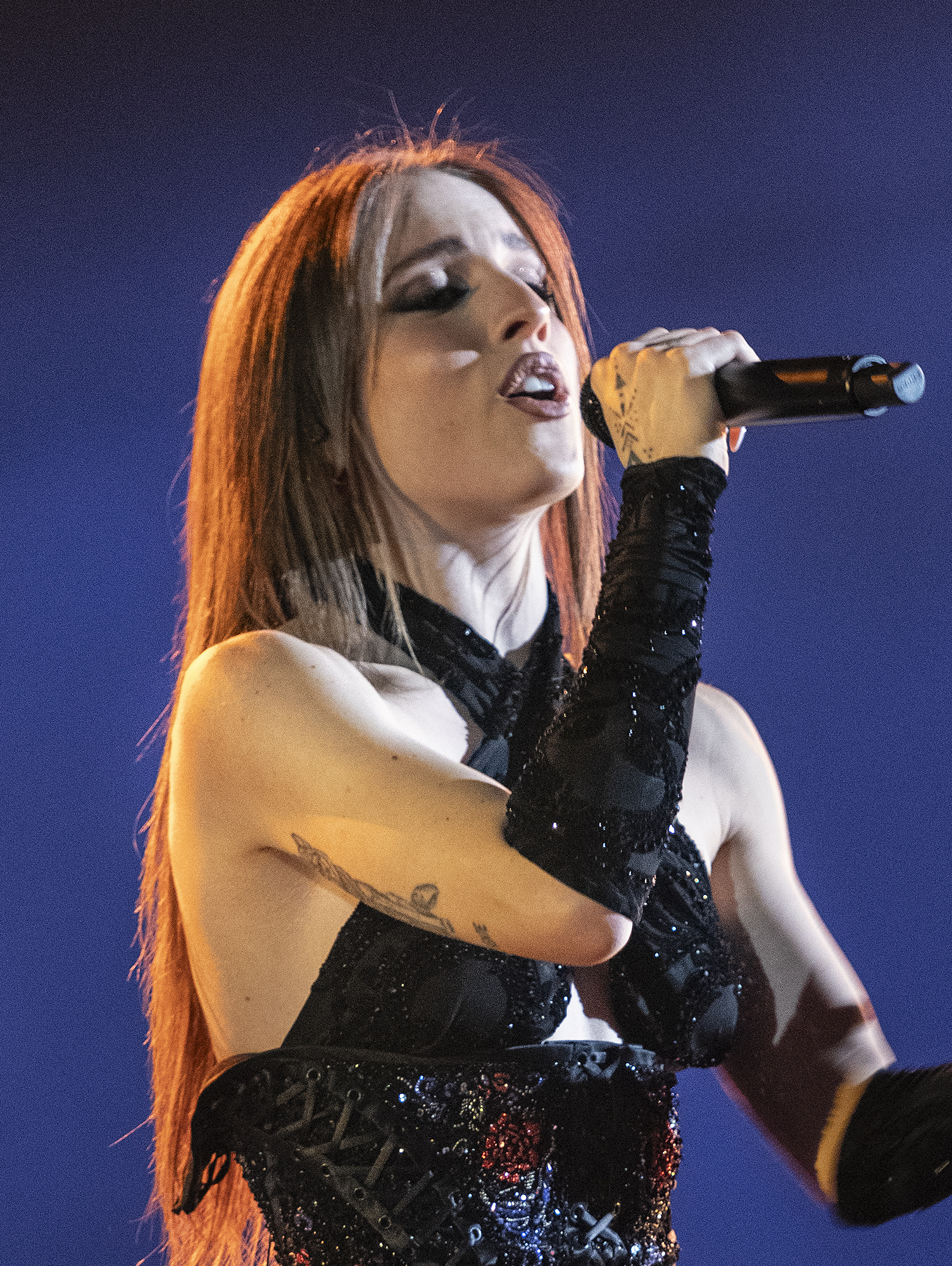
Angelina Mango all'Eurovision Song Contest 2024

Nel febbraio 2024 ha gareggiato alla 74ª edizione del Festival di Sanremo con il brano La noia; durante la quarta serata, dedicata alle cover, ha presentato una propria interpretazione de La rondine, brano del padre, insieme al quartetto d'archi dell'Orchestra di Roma, suscitando un notevole apprezzamento e classificandosi seconda. L'11 febbraio si è aggiudicata la vittoria finale del Festival con La noia, riportando un'artista di genere femminile sul gradino più alto del podio sanremese dopo dieci anni, dai tempi di Arisa nella 64ª edizione. Sempre grazie a La noia, si è aggiudicata anche il Premio Lucio Dalla assegnato dalla Sala Stampa e il Premio Giancarlo Bigazzi, assegnato dall'orchestra per la migliore composizione musicale. Successivamente il brano è stato certificato triplo disco di platino per aver superato 300 000 unità vendute e disco d'oro in Svizzera per aver superato 15 000 unità vendute.
Nel mese di marzo la rivista Forbes Italia l'ha inserita tra gli under 30 italiani che avranno maggiore impatto nel futuro per la categoria intrattenimento. Nel mese di maggio, avendo vinto a Sanremo, ha rappresentato l'Italia alla 68ª edizione dell'Eurovision Song Contest a Malmö, e con una versione ridotta de La noia si è classificata al settimo posto. Il 18 maggio, nel corso della finale della 23ª edizione di Amici di Maria De Filippi, ha presentato in anteprima il singolo Melodrama il quale è stato reso disponibile il 24 maggio seguente e ha guadagnato il disco di platino. Il 20 settembre ne ha pubblicato la versione spagnola. Il 31 maggio è stato pubblicato il suo album d'esordio Poké melodrama, che ha raggiunto la prima posizione della classifica FIMI Album, in seguito certificato disco di platino per aver superato 50 000 unità vendute.
Il 6 settembre è uscito Per due come noi, in collaborazione con Olly e Jvli. Il brano, certificato doppio disco di platino per aver superato 200 000 unità vendute, ha debuttato al sesto posto della classifica Top Singoli, per raggiungere la vetta tre settimane dopo. Nel mese di luglio è stata premiata ai Kids' Choice Awards come cantante dell'anno. L'11 ottobre, per promuovere l'album, ha preso il via da Roma la tournée Angelina Mango nei club 2024 destinata ai principali club italiani ed europei, prodotta da Live Nation, che ha registrato il tutto esaurito ma si è svolta in sole tre date fino al 14 ottobre: il 23 ottobre successivo la cantautrice, dopo che una rinofaringite l'aveva già portata a posticipare alcune date, ha annullato tutte le date successive per prendersi un periodo di pausa.

## Vita privata

Firma di Angelina Mango

Dal 2021 al 2024 è stata legata sentimentalmente al chitarrista della sua band Antonio Cirigliano.

## Discografia
- 2024 – Poké melodrama

## Tournée
- 2023 – Voglia di vivere tour
- 2024 – Angelina Mango nei club

## Programmi televisivi
- Amici di Maria De Filippi 22 (Canale 5, 2022-2023) - concorrente, vincitrice della categoria canto

## Partecipazioni a manifestazioni canore
- Festival di Sanremo (Rai 1)
  - 2024 – 1º posto con La noia
- Eurovision Song Contest (Eurovisione)
  - 2024 – 7º posto con La noia

## Riconoscimenti
- Amici di Maria De Filippi
  - 2023 – Prima classificata della ventiduesima edizione nella categoria "Canto"[4]
  - 2023 – Premio della Critica giornalistica[27]
  - 2023 – Premio delle Radio[28]
- Festival di Sanremo
  - 2024 – Vincitrice della 74ª edizione con La noia[5]
  - 2024 – Premio della Sala Stampa Radio-TV-Web "Lucio Dalla" per La noia[53]
  - 2024 – Premio Giancarlo Bigazzi per la migliore composizione musicale per La noia[54]
  - 2024 – Targa in via Matteotti a Sanremo per La noia[84]
- Forbes Italia
  - 2024 – Inserimento tra gli under 30 italiani di maggiore impatto nel futuro nella categoria "Intrattenimento"[57]
- Kids' Choice Awards
  - 2024 – Cantante dell'anno[74]
- MTV Europe Music Awards
  - 2024 – Candidatura al miglior artista italiano[85]
- Music Awards
  - 2023 – Premio disco d'oro per Voglia di vivere[86]
  - 2023 – Premio singolo multiplatino per Ci pensiamo domani[86]
  - 2024 – Premio disco d'oro per Poké melodrama[87]
  - 2024 – Premio singolo multiplatino per Che t'o dico a fa'[87]
  - 2024 – Premio singolo multiplatino per La noia[87]
- Musica da bere
  - 2022 – Premio Live[22]
- Premio Lunezia
  - 2023 – Premio al valore musical-letterario per Ci pensiamo domani[38]
- Videoclip Italia Awards
  - 2025 – Candidatura al migliore videoclip pop per Melodrama[88]
  - 2025 – Candidatura alla migliore scenografia per Melodrama[88]
  - 2025 – Candidatura al migliore styling per Melodrama[88]